# Apolipoprotéine C-III
L'apolipoprotéine C-III (ou apo C-III, ou apo-C3) est une lipoprotéine impliquée dans le métabolisme des triglycérides.

## Structure
Cette apolipoprotéine est située à la surface des chylomicrons et sont l'un des constituants des VLDL et des HDL.
Elle est composée d'une chaîne peptidique de 79 acides aminés, couplée à une chaine glucidique, formant une structure en 6 hélices alpha. Son expression est essentiellement intestinale et hépatique.

## Génétique
Son gène est le APOC3 et est situé sur le chromosome 11 humain.
Une mutation d'un promoteur du gène provoque une hyperexpression de l'APOC3 résultant en une résistance à l'insuline.
D'autres mutations décrites concernent le gène lui-même, entraînant la synthèse d'une protéine moins active, avec baisse du taux des triglycérides, augmentation de celui des HDL et une probable protection contre l'athérome,,.

## Rôles
Elle inhibe l’activité de le lipoprotéine lipase. Elle serait l'un des mécanismes de l'hypertriglycéridémie, probablement par inhibition du catabolisme des triglycérides. Elle participe également à la formation des VLDL dans les cellules hépatiques.

## En médecine
Son taux est augmenté en cas d'hypertriglycéridémie, de surcharge pondérale et de résistance à l'insuline, probablement par un ralentissement de son catabolisme. Sa concentration sanguine est corrélée avec le risque de maladies cardiovasculaires de manière plus spécifique que le taux de triglycérides ou que d'autres apolipoprotéines.
Un oligonucléide antisens est en cours de développement, permettant l'inhibition du gène APOC3 et la baisse du taux de triglycérides chez l'humain et plusieurs modèles animaux. Olezarsen (Ionis) un oligonucleotide antisens a été testé sur une petite cohorte de patient avec succès pendant 6 mois